# 이현 (1922년)
이현(李鉉, 1922년 12월 3일 ~ 1996년 2월 17일)은 의친왕 강(義親王 堈)의 여덟째 아들이자, 고종황제의 손자이다. 생모는 수경당 김씨(이름은 창희)이고, 아명은 경길(慶吉)이다. 호(號)는 산남(山南)·남촌(南村)·주포(周浦).

## 생애
어려서 덕수궁(德壽宮, 중구 정동)에서 살았으나, 친일 세력의 퇴거 명령으로 옛 광진구 화양리 친왕(親王) 의왕(義王) 묘소(의왕릉) 관리인으로 일했다. 이 후 칠궁(七宮, 현 청와대 영빈관)에서 거처한 바 있으나, 제5공화국 전두환 정권초에 다시 퇴거조치로 고초를 겪었다.
다른 황손들과 마찬가지로 친일 성향의 감시, 탄압 등의 사회분위기가 사회생활 적응을 방해하여 평생을 독신으로 어렵게 살다가 여생을 마쳤다. 1989년 대퇴부를 다친 후로는 휠체어를 타고 다녔다. 1990년 수원시 장안구 조원동 천주교 수원 교구 소속 평화 양로원으로 거처를 옮겼으며, 그 곳에서 1996년 2월 17일 숨을 거두었다. 시신은 안성군 보개면 천주교 수원 교구 공원 묘지에 안장되었다.

## 가족 관계
- 조부 대한 고종 태황제(大韓 高宗 太皇帝) 광무제(光武皇帝) (조선 제26대 국왕 고종)
- 조모 대한 명성 태황후(大韓 明成 太皇后) 민씨
- 조모 대한 순헌 황귀비(大韓 純獻 皇貴妃) 엄씨
- 친조모 후궁 귀인 장씨(貴人 張氏)
  - 부왕 친왕 의왕 이강(義王 李堈) 자녀는 12남 9녀.
  - 모후(왕비) 의왕비(義王妃) 연안김씨(延安金氏), 김수덕(金修德)
  - 친모(계비) 수경당 김씨(修慶堂 金氏), 김창희(金昌熙)
    - 황손 이현(皇孫 李鉉)